# مالكوم كوك
مالكوم كوك (بالإنجليزية: Malcolm Cook)‏ (24 مايو 1943 في المملكة المتحدة - ) هو مدرب كرة قدم ولاعب كرة قدم بريطاني في مركز نصف الجناح. لعب مع نادي ماذرويل ونادي مارغيت ونيوبورت كونتي ونادي برادفورد بارك أفنيو.